# Jon Olsson

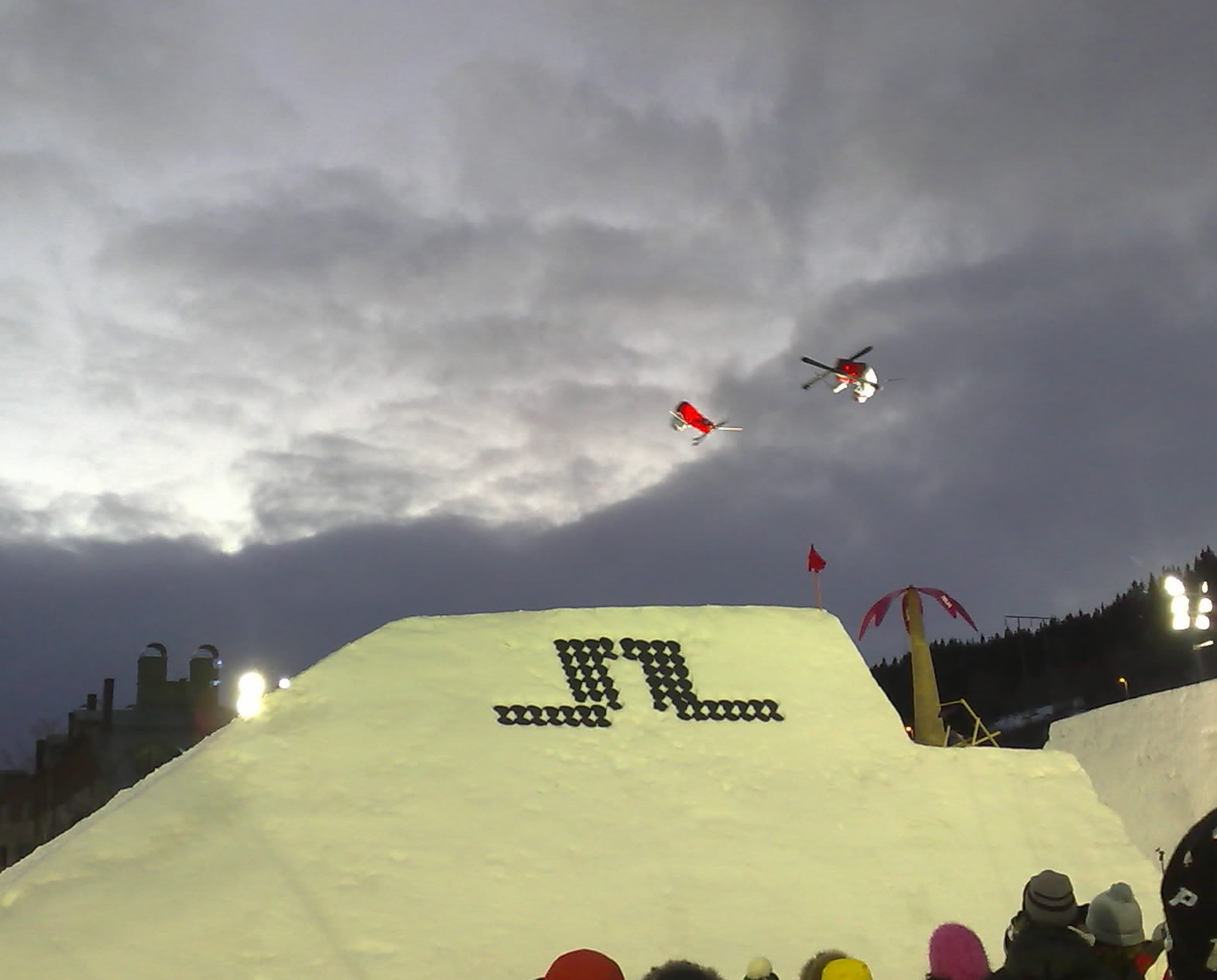
Jon Olsson w trakcie wykonywania ewolucji w powietrzu

Jon Olsson (ur. 17 sierpnia 1982 r. w Morze) – utytułowany szwedzki freeskier, specjalista głównie w Big Air i Slopestyle, jednak w mniejszym stopniu uprawia także Superpipe. Multimedalista Winter X-Games. Obecnie również reprezentant Szwecji w narciarstwie alpejskim.

## Jon Olsson Super Sessions
Od 2008 (z wyjątkiem 2011) Jon Olsson gości najlepszych freeskierów na corocznych zawodach Jon Olsson Super Sessions, znanych powszechnie jako JOSS. Przez około 2 tygodnie w szwedzkim Åre drużyny złożone z narciarzy, fotografów i filmowców starają się złożyć jak najlepszy krótkometrażowy film.

## Osiągnięcia
- 2011 (1) Clash of the Nations, Big Air, Sweden
- 2009 (5) JOSS Team Sweden
- 2009 (2) x-Games, Big Air, Aspen, USA
- 2008 (2) X-Games, Slopestyle, Aspen, USA
- 2008 (1) X-Games, Big Air, Aspen, USA
- 2007 (1) Icer Air, Big Air, San Francisco, USA
- 2007 (1) Ski and Snowboard Festival, Big Air, Whistler, Canada
- 2007 (1) US Freeskiing Open, Slope Style, Copper Mountain, USA
- 2006 (1) Jon Olsson Invitational, Big Air, Åre, Sweden
- 2006 (1) Ski and Snowboard Festival, Big Air, Whistler, Canada
- 2005 (1) World Superpipe Champion, Park City, USA
- 2005 (4) Jon Olsson Invitational, Big Air, Åre, Sweden
- 2005 (3) X-Games, Superpipe, Aspen, USA
- 2005 (3) X-Games, Slopestyle, Aspen, USA
- 2005 (3) US Freeskiing Open, Slopestyle, Vail, USA
- 2005 (5) US Freeskiing Open, Big Air, Vail, USA
- 2004 (2) Rip Curl, Slopestyle, Saas Fee, Switzerland
- 2004 (3) Rip Curl, Halfpipe, Saas Fee, France
- 2004 (1) Scandinavian Championships, Big Mountain, Riksgränsen, Sweden
- 2004 (1) Nokia Totally Board, Big Air, Greece
- 2004 (1) Ski and Snowboard Festival, Big Air, Whistler, Canada
- 2004 (3) US Freeskiing Open, Big Air, Vail, USA
- 2004 (2) X-Games, Superpipe, Aspen, USA
- 2004 (3) X-Games, Slopestyle, Aspen, USA
- 2003 (2) Cape TownTotally Board, Nokia, Big Air
- 2003 (1) Rip Curl, Total, Saas Fee, Switzerland
- 2003 (1) Rip Curl, Big Air, Saas Fee, Switzerland
- 2003 (3) Rip Curl, Halfpipe, Saas Fee, Switzerland
- 2003 (2) Rip Curl, Slopestyle, Saas Fee, Switzerland
- 2003 (1) Air we go, Big Air, Oslo, Norway
- 2003 (2) King of the Globe, Stockholm, Sweden
- 2003 (2) Freestyle.ch, Zürich, Switzerland
- 2003 (1) Ski and Snowboard Festival, Big Air, Whistler, Canada
- 2003 (1) Ski and Rock, Slopestyle, Sälen, Sweden
- 2003 (1) Red Bull Big Air, Åre, Sweden
- 2003 (2) US Freeskiing Open, Slopestyle, Vail, USA
- 2003 (4) US Freeskiing Open, Superpipe, Vail, USA
- 2003 (3) X-Games, Superpipe, Aspen, USA
- 2003 (3) X-Games, Slopestyle, Aspen, USA